# Tryckkokare

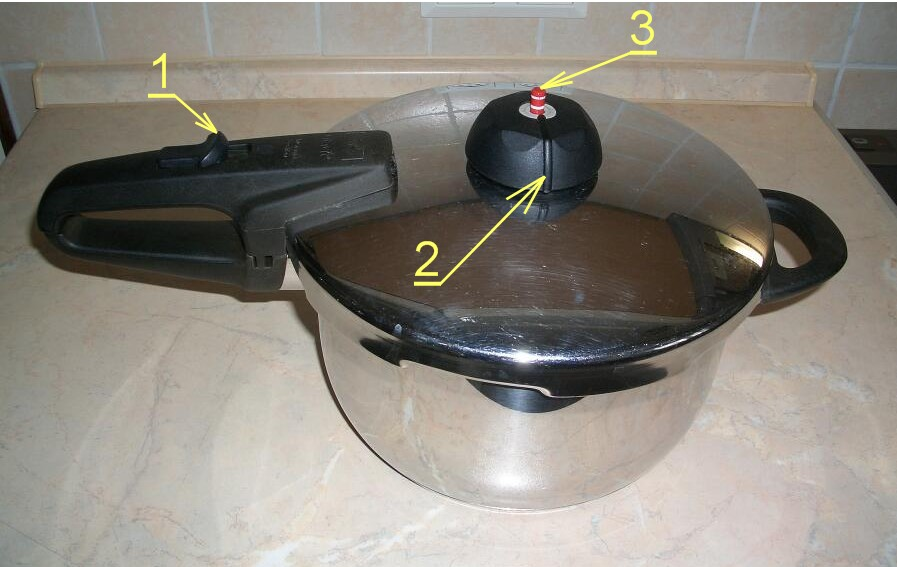
En modern tryckkokare

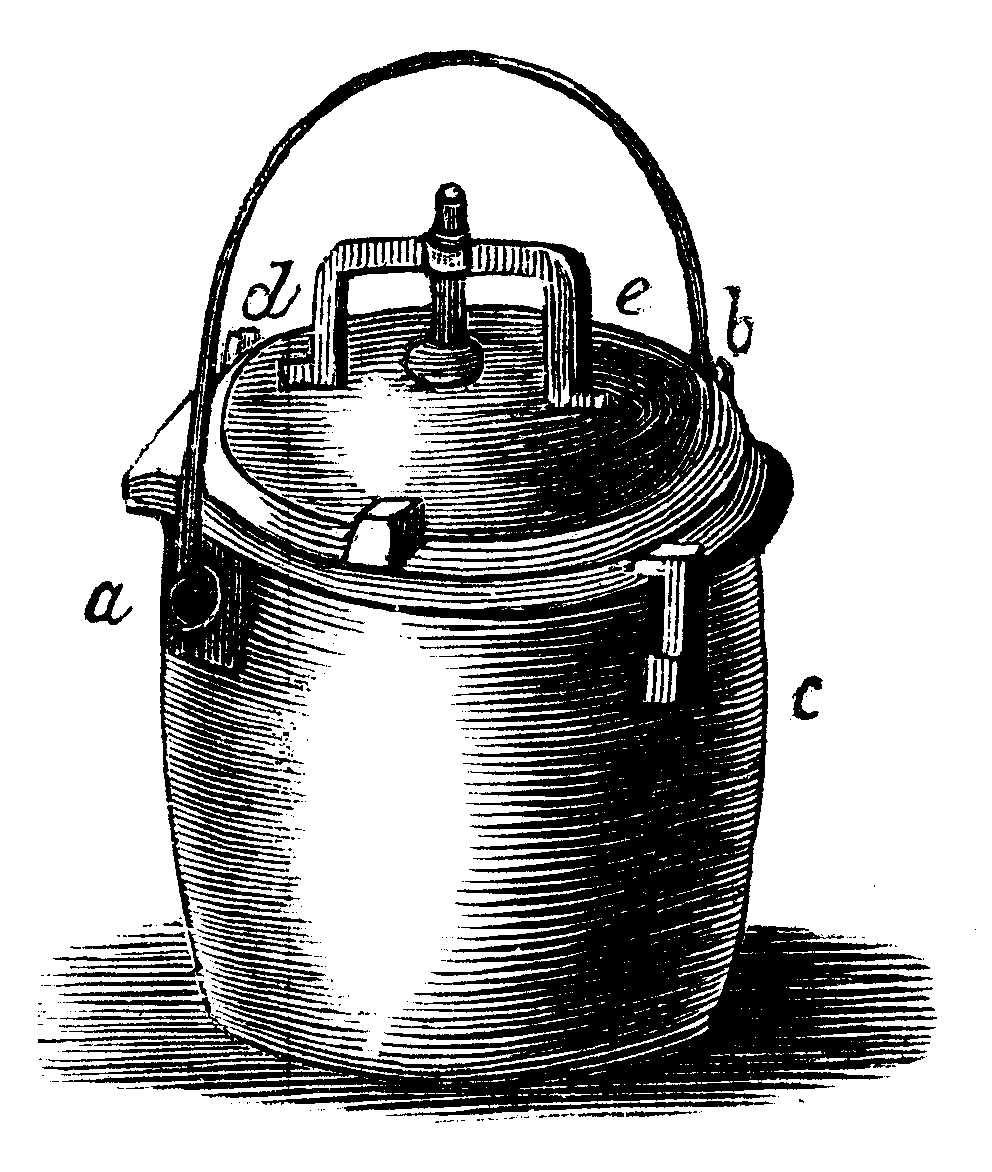
En tryckkokare från 1860-talet

Tryckkokare är ett lufttätt slutet kärl som ger kortare koktider för till exempel matvaror eftersom kokningen sker vid högre tryck och temperatur än normalt. Genom att kärlet är slutet förhindras vätskan att koka bort som ånga, istället stiger trycket och därmed vätskans kokpunkt. I en modern tryckkokare för hushållsbruk ligger temperaturen på ca 120 grader. Koktiden reduceras därmed till mindre än hälften, för vissa råvaror ner till en fjärdedel. Industriella tryckkokare kan, genom högre arbetstryck, uppnå mycket högre temperaturer. Tryckkokaren är utrustad med en ventil som bestämmer kokarens arbetstryck och därmed vätskans maxtemperatur, vidare har den en säkerhetsanordning som utlöses om ventilen blir tilltäppt.
Upptäckten av principen för tryckkokaren brukar tillskrivas den franske fysikern Denis Papin, som år 1679 konstruerade ett tättslutande kärl med en ventil som reglerade ångans tryck under upphettning. Kärlet användes främst för att skilja fett från djurben och göra benen sköra så att de enkelt kunde malas till benmjöl. Konstruktionen utvecklades fortlöpande och under 1800-talets andra hälft började fabrikstillverkade tryckkokare av gjutjärn säljas för matlagning.